# Młyn w Działoszynie
Młyn w Działoszynie – młyn wodny zbożowy nad Wartą wybudowany w latach 1899-1905 w Działoszynie, w powiecie pajęczańskim, w województwie łódzkim. Obiekt wpisany do gminnej ewidencji zabytków gminy Działoszyn.

## Historia miejsca
Młyny wodne w Działoszynie istniały od dawna, przynajmniej od XVIII w. z uwagi na duże znaczenie Działoszyna jako ośrodka handlu mąką pomiędzy I Rzecząpospolitą a Śląskiem. W XIX w. na lewym brzegu Warty istniał duży handlowy młyn wybudowany ok. 1830 r. i ulegający kolejnym przebudowom. Pod koniec XIX w. był to budynek drewniany, jednopiętrowy, usytuowany na palach nad wodą i wyposażony w drewniany jaz oraz kilka kół wodnych podsiębiernych.

## Obecny młyn
W 1899 r. na prawym brzegu Warty wybudowano trzypiętrowy, murowany młyn z dachem dwuspadowym, krytym papą. Dobudowano do niego drewniany jaz na całą szerokość młynówki. Był zasilany kołem do 1936 r., a następnie - turbiną wodną. W okresie międzywojennym dobudowano do młyna tartak wodny. W okresie PRL był czynny. 